# Франклін Тауншип (округ Бредфорд, Пенсільванія)
Франклін Тауншип (англ. Franklin Township) — селище (англ. township) в США, в окрузі Бредфорд штату Пенсільванія. Населення — 620 осіб (2020).

## Демографія
Згідно з переписом 2010 року, у селищі мешкали 723 особи в 272 домогосподарствах у складі 198 родин. Було 418 помешкань
Расовий склад населення:
| - 99,4 % — білих - 0,1 % — чорних або афроамериканців |

До двох чи більше рас належало 0,4 %. Частка іспаномовних становила 0,0 % від усіх жителів.
За віковим діапазоном населення розподілялося таким чином: 25,3 % — особи молодші 18 років, 60,0 % — особи у віці 18—64 років, 14,7 % — особи у віці 65 років та старші. Медіана віку мешканця становила 40,2 року. На 100 осіб жіночої статі у селищі припадало 104,2 чоловіків;  на 100 жінок у віці від 18 років та старших — 105,3 чоловіків також старших 18 років.
Середній дохід на одне домашнє господарство  становив 65 130 доларів США (медіана — 53 333), а середній дохід на одну сім'ю — 73 511 долар (медіана — 58 512). Медіана доходів становила 40 938 доларів для чоловіків та 37 917 доларів для жінок. За межею бідності перебувало 14,0 % осіб, у тому числі 21,3 % дітей у віці до 18 років та 12,8 % осіб у віці 65 років та старших.
Цивільне працевлаштоване населення становило 282 особи. Основні галузі зайнятості: виробництво — 25,5 %, освіта, охорона здоров'я та соціальна допомога — 18,4 %, транспорт — 12,8 %, роздрібна торгівля — 10,3 %.